# Frotschau
Frotschau ist ein Weiler im Ortsteil Arnsgrün-Bernsgrün-Pöllwitz der Stadt Zeulenroda-Triebes im Landkreis Greiz in Thüringen.

## Lage
Der aus zwei Ansiedlungen bestehende Weiler Frotschau liegt an der Kreisstraße 329 im stark kupierten und mit Wald und bewachsenen Hängen und Mulden sowie mit Gewässern durchsetzten Gelände im Vogtländischen Oberland in der Nähe von Mehltheuer und Syrau.

## Geschichte
Am 23. Mai 1449 wurde der Weiler erstmals urkundlich erwähnt. Frotschau  hatte im Jahr 1864 11 Häuser, in denen 88 Menschen wohnten. 30 Einwohner leben in dem Weiler, der am 1. Juli 1950 nach Bernsgrün eingemeindet wurde und mit diesem am 1. Juli 1999 zur Gemeinde Vogtländisches Oberland, aber mit der Auflösung dieser Gemeinde am 31. Dezember 2012 zur Stadt Zeulenroda-Triebes kam. Da der Ortsteil Bernsgrün mit den Weilern Arnsgrün und Pöllwitz zum neuen Ortsteil Arnsgrün-Bernsgrün-Pöllwitz zusammengelegt wurde, ist auch Frotschau seitdem ein Teil dieses zusammengesetzten Ortsteils.

## Persönlichkeiten
- Georg von Loeben (1875–1958), deutscher Rittergutsbesitzer (Rittergut Frotschau) und Politiker
- Max Magnus Rössel (geb. 2006), Deutscher Nationaltorhüter Wasserball und Sportschüler an der Eliteschule des Sports Potsdam Friedrich Ludwig Jahn